# Elacatinus limbaughi
 Elacatinus limbaughi és una espècie de peix de la família dels gòbids i de l'ordre dels cipriniformes que es troba a Mèxic.